# Izba Pamięci Józefa Wybickiego
Izba Pamięci Józefa Wybickiego zwana też „Szkolną Salą Tradycji” mieści się w Zespole Szkół w Parkowie, w skład którego wchodzą Szkoła Podstawowa im. Józefa Wybickiego i Gimnazjum.
Izba Pamięci znajduje się na II piętrze budynku szkoły. Prezentowane są w niej pamiątki dotyczące życia i działalności Józefa Rufina Wybickiego, jego związków z Wełną i Parkowem i pobytu autora „Mazurka Dąbrowskiego” w tych miejscowościach. Prezentowane są także kroniki szkoły i inne materiały dotyczące historii szkoły i Parkowa, a także zasłużonych mieszkańców tej miejscowości, między innymi żołnierza napoleońskiego – Jędrzeja Dalekiego. Izba Pamięci otwarta została w 2005 roku dzięki staraniom historyka Krzysztofa Działo i dyrektora szkoły Marii Cisowskiej. Wcześniej część zbiorów wystawiona była w szkolnej bibliotece.